# Augusto Amoretty
Augusto Amoretty (Rio de Janeiro, 1845 - 1906) foi um fotógrafo brasileiro.
Filho de Antoine Ange Amoretty, natural de Marselha e Victorine Louise Masseran, natural de Montpellier, casados em 1842 na cidade do Rio de Janeiro. Casou provavelmente no Uruguai com Francisca Arbelais Sugasti de quem teve os filhos Conceição, Ottylia, Saturnina, Carlos Augusto, Dora, Luís Carlos e Maria Teresa, alguns deles nascidos em Pelotas.
Transferiu-se cedo para o Rio Grande do Sul, onde foi dono de estúdios de fotografia em Rio Grande (1861 a 1864); Bagé (1864 a 1870); novamente Rio Grande (1870 a 1875); Pelotas (1875 a 1902) e finalmente Porto Alegre (1902 a 1905).
Em Pelotas compra o ateliê de Baptiste Hubert Lhullier e em 1897 tinha seu ateliê na rua 15 de Novembro esquina General Telles.
Foi um dos mais importantes fotógrafos da região. Retratou o Imperador D.Pedro II e seu genro, o Conde D'Eu, quando estes vieram ao Rio Grande do Sul, em 1865, durante a Guerra da Tríplice Aliança. Obteve destaque na Exposição Brasileira-Allemã, em 1881, tendo recebido a medalha de ouro do evento. Também documentou a construção da estrada de ferro entre Rio Grande e Bagé, em 1884.

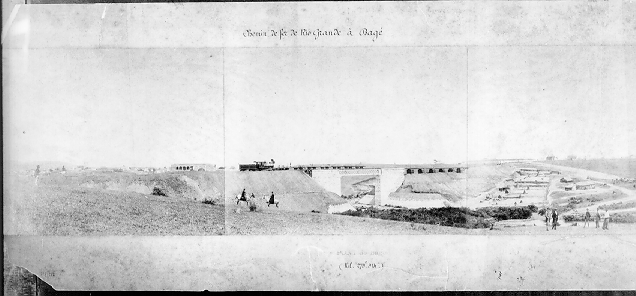
Construção da estrada de ferro Rio Grande - Bagé

Seu irmão Afonso Carlos Amoretty nasceu em 1847, foi também fotógrafo e casou-se em Arroio Grande com Maria Albina Monteiro da Silva, com quem teve três filhas: Alice, Emília e Edwiges.